# Šibeník (rybník)
Šibeník (též zvaný Šibeničník nebo Šibeniční rybník) je rybník jižně od Mikulova v okrese Břeclav, několik set metrů od česko-rakouské hranice. Nachází se v kotlině na jižním úpatí Pavlovských vrchů, v geomorfologickém okrsku Šibenická pahorkatina, mezi Šibeničním vrchem (238 m n. m., PR Šibeničník) a bezejmennou kótou 216. Má plochu 23 až 28 hektarů. Přitéká do něj několik struh z Mikulova, výtok z rybníka je jednou ze zdrojnic potoka Včelínek. Podél severního břehu je veden zavlažovací kanál Brod-Bulhary-Valtice (z Mušovské nádrže). Celý rybník s okolím se nachází ve výběžku CHKO Pálava.
Šibeník byl vybudován zřejmě v 15. století spolu s dalšími rybníky na Včelínku, roku 1947 byl obnoven. Má tvar podkovy, se dvěma souběžnými přítočnými zátokami na severozápadě. Severnější výběžek je od zbytku rybníka oddělen hrází; tato část slouží k dočišťování odpadních vod z Mikulova. Kolem zaústění přítoků přechází rybník do propojeného mokřadního pásma, které společně s vlastním rybníkem obklopuje nízké návrší (204 m n. m.), jež se při vyšší hladině vody stává ostrovem.